# Juan Castro Prieto
Juan Enrique Castro Prieto (San Clemente, 1 de noviembre de 1959) es un empresario y político chileno, cercano del partido Partido Social Cristiano (PSC). Actualmente es senador -independiente- por la Región del Maule, y se desempeñó, entre 2008 y 2016, como alcalde de la comuna de Talca.

## Biografía
Nació el 1 de noviembre de 1959, hijo de Luis Castro, agricultor, y Malva Prieto, en el sector rural de La Calor, en la comuna de San Clemente (sector cordillerano de la Región del Maule). Durante su infancia vivió en un campo en el sector vecino de Punta de Diamante. 
Cursó su Enseñanza Media en el Liceo Público de San Clemente, pero a los 16 años emigró a Talca para estudiar en el internado del Liceo Industrial A-10 de la ciudad, y a los 19 años obtuvo el título de Técnico en Estructuras Metálicas. Poco tiempo después de realizar trabajos esporádicos, empezó con un pequeño taller de soldaduras en la población Carlos Trupp. A medida que su trabajo fue siendo requerido, fue incrementando su patrimonio y pudo expandir su actividad a un local más espacioso en calle 6 Sur con 10 Oriente, donde se constituyó en 1994 la empresa "Barraca de Fierros Castro", que pronto comenzó a hacerse de mayor clientela y de un renombre en el rubro de los materiales para construcción. Con el tiempo, la empresa se expandió con sucursales en las ciudades de Rancagua, Santa Cruz, Curicó, Linares y Los Ángeles.
En 2002, fundó la Sociedad de Inversiones e Inmobiliaria Santa Malva, que reúne al patrimonio de sus empresas. En el mismo año entró en funciones Constructora Indema. Y en 2007 comenzó la construcción de un moderno edificio corporativo en calle 6 Sur con 10 Oriente.

## Carrera política
Su visibilidad como empresario atrajo a la Alianza por Chile, conglomerado de derecha, que le propuso la candidatura a Alcalde de Talca para la elección del 26 de octubre de 2008. Esta oferta se hizo en 2007 y fue aceptada al poco tiempo, siendo oficialmente el primer candidato en carrera por el sillón municipal. Resultó elegido con el 40,06% de los votos. De esta forma, el 6 de diciembre de 2008 asumió la Alcaldía de Talca.

### Alcalde de Talca (2008 - 2016)

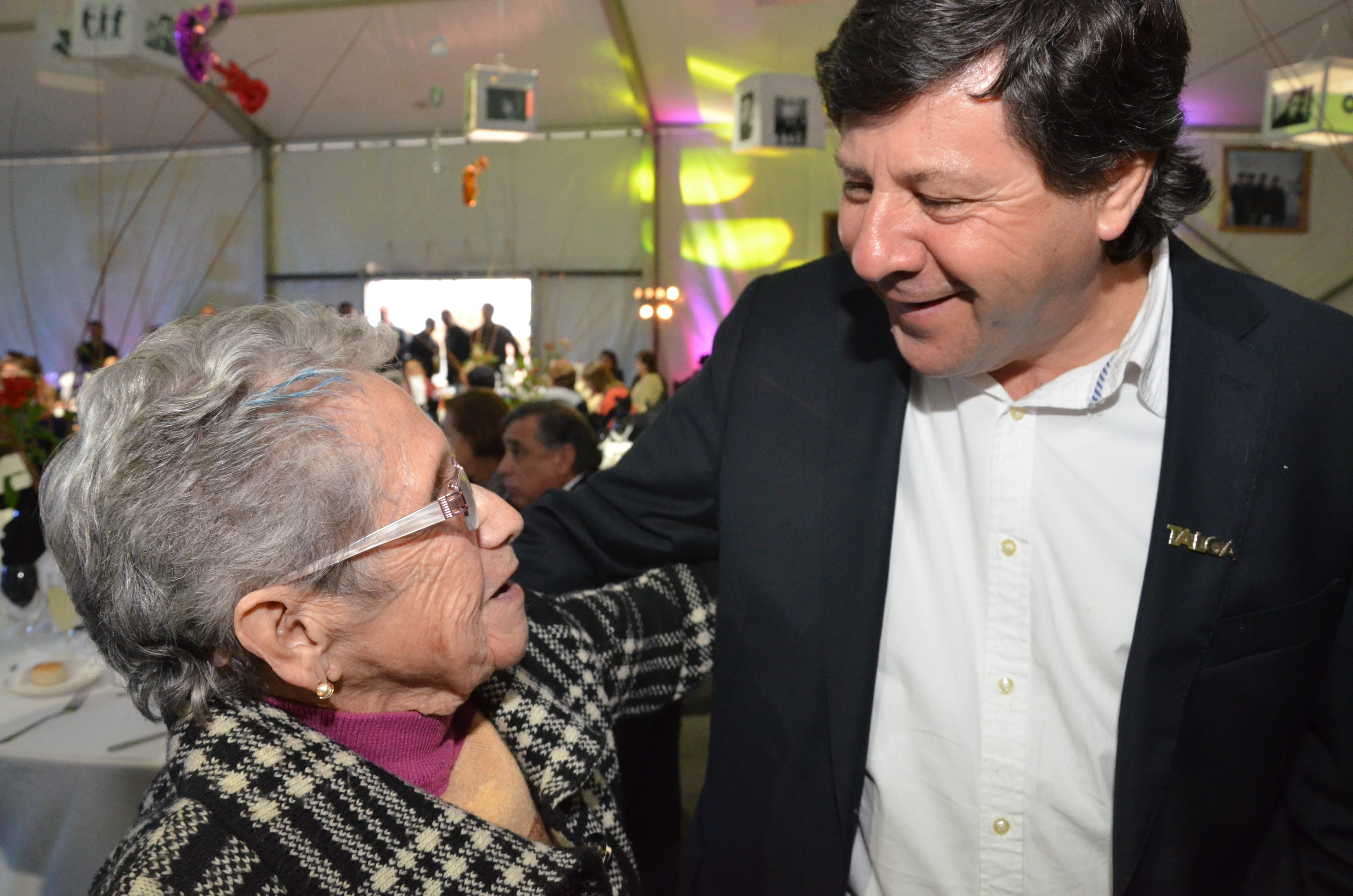
Juan Castro como alcalde de Talca.

Inició su gestión municipal recortando el presupuesto, debido a las grandes deudas que traía la administración anterior, donde había incluso bancos que no pagaban patente comercial. Así que el comienzo de su administración fue un ordenamiento de finanzas y pago de deudas, en el cual se recortaron recursos a organizaciones sociales y se cancelaron contratos firmados por la administración anterior.
Asimismo, dentro de los hitos de su gestión estuvo la aprobación del Plan Regulador, la implementación del sistema de Seguridad Ciudadana y el tercer lugar nacional en Transparencia Municipal. Además, se creó el programa social "Junto a Ti", que canaliza los beneficios que la municipalidad da a la comunidad, así como la unidad de Coordinadores Comunitarios para acercar el Municipio a todos los sectores de Talca.
Se solucionaron problemas típicos de la ciudad, como la creación y reposición de áreas verdes, reposición y creación de veredas, mejoras en la iluminación, y un nuevo sistema de limpieza que cambió el rostro que había de Talca, considerada como una ciudad "sucia".
Otra de las áreas que se abordaron durante la administración de Castro, fue la identidad de la comuna, donde se rescataron las tradiciones locales mediante eventos masivos como el Chancho Muerto, que cada año recibe a más de 100 mil personas en la Plaza de Armas de Talca y que conmemora la tradición maulina campestre de la matanza del chancho durante el invierno. 
La Fiesta de la Independencia fue otro de los hitos de su gestión, ya que desde su implementación se ha convertido en un evento de carácter nacional, siendo transmitida actualmente por Televisión Nacional de Chile, convocando a más de 400 mil personas durante su desarrollo y ha sido elegida como el mejor festival de verano por medios como Emol y Publimetro.
También en el ámbito de la gestión deportiva y cultural se avanzó durante su administración, puesto que se crearon las corporaciones de Cultura y Deportes, así como el Centro Cultural Municipal, dando un espacio a las expresiones artísticas de la comuna.
El Mundial Sub 17 de la FIFA Chile 2015 vino a reforzar la gestión deportiva del edil, llevando por primera vez a Talca un certamen FIFA, siendo la capital regional una de las sedes de la cita planetaria.
En cuanto a su gestión en el ámbito de salud, durante su administración se inauguró el Cesfam Magisterio, obra que entregó una solución al sector poniente de Talca que carecía de un centro de salud pública. Otro de los avances fue la creación de la primera farmacia popular de la región, la denominada "Farmacia Junto a Ti", iniciativa que entrega a los talquinos medicamentos a precio costo, teniendo gran aceptación y demanda por parte de la ciudadanía. Por último, se destaca la creación del programa Talca Sonríe, que entregó atención dental a más de 2 mil talquinos.

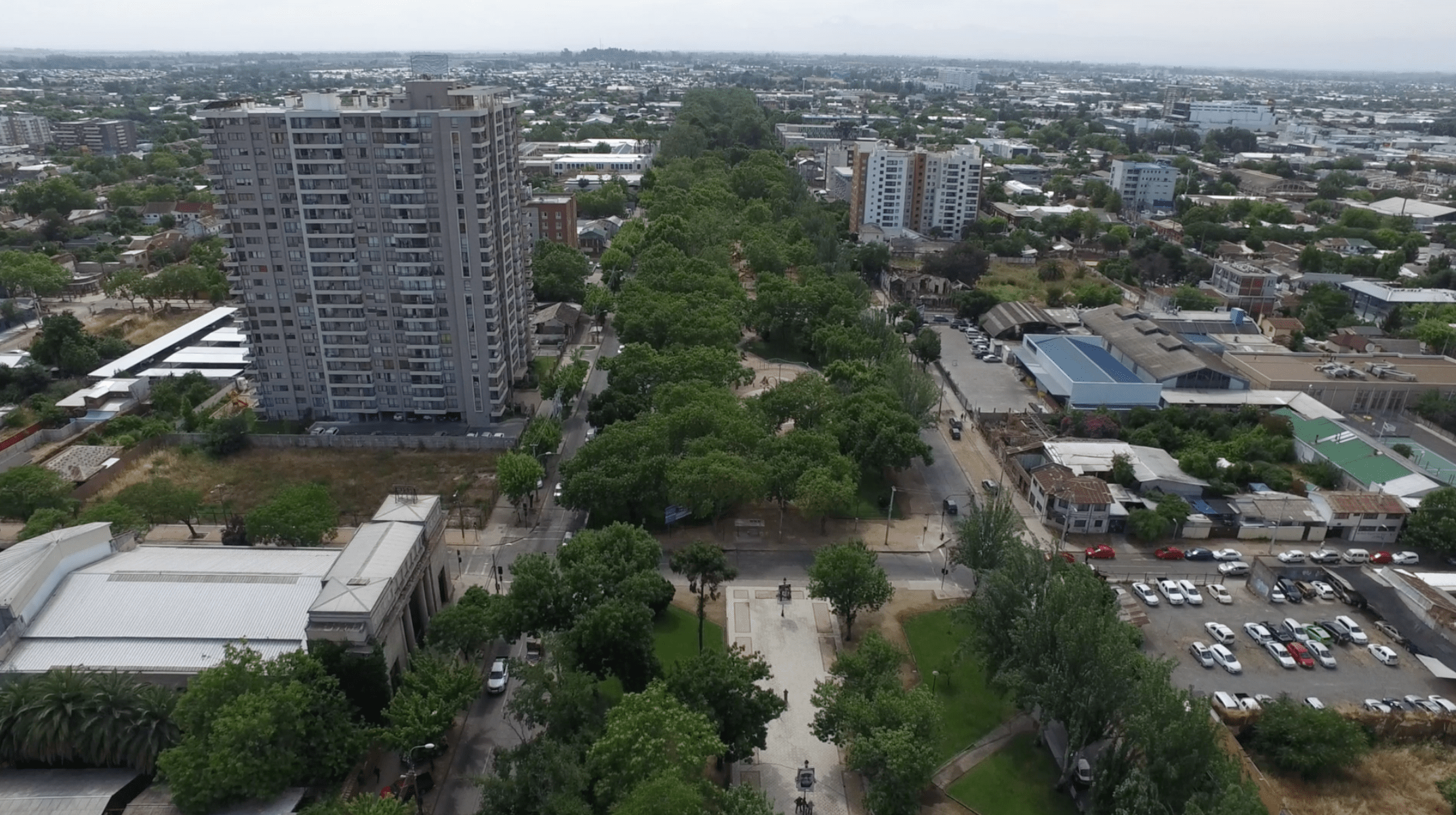
Alameda de Talca durante administración de Juan Castro.

Castro también buscó recuperar y mejorar la imagen de su ciudad. Para lo anterior, mejoró el acceso norte de Talca, instalando un monumento con el nombre de la ciudad y un parque de flores en la Ruta 5 Sur que da la bienvenida a quienes llegan a la capital regional. En la misma línea, se implementó el plan de Turismo de Talca, dentro de lo que destaca la puesta en marcha del Bus Turístico de Talca, el cual ofrece recorridos gratuitos por la ciudad a los vecinos y visitantes.
Otro de los puntos altos de la gestión fue la recuperación de infraestructura de la ciudad, como la reparación de la medialuna de la ciudad, ubicada en la Avenida Circunvalación. Además, se reparó el Gimnasio Regional, logrando poner a disposición este coliseo deportivo que actualmente sirve como casa para el club Municipal Español de Talca. Finalmente, una de las obras que quedó en construcción durante la administración de Juan Castro fue el denominado "CRECE" (Centro Regional de Comerciantes y Emprendedores) obra que permite dar una alternativa la comercio ambulante de la capital regional.

### Senador (2018-2026)
Durante el año 2017, se realizaron elecciones parlamentarias en Chile, por lo que en varias regiones del país hubo cambio en consejeros regionales, diputados y senadores. En el caso de los senadores, se denominó a la elección en la Región del Maule como la "Madre de las batallas", puesto que allí compitieron figuras nacionales de renombre como Álvaro Elizalde, Alfredo Sfair, Andrés Zaldivar, Ximena Rincón y Juan Antonio Coloma Correa para los 5 cupos de senador a elegir. 
Castro, denominado como "el vencedor más seguro" por medios nacionales como El Mercurio, participó en la lista del Pacto Chile Vamos, junto a Rodrigo Galilea, Juan Antonio Coloma Correa, Macarena Pons, Yasna Cancino, y Francisca Concha Le-Beuffe.
Luego de una intensa campaña, Juan Castro obtuvo el cupo de senador tras obtener el 14,7 % de las preferencias con 54.503 votos, la mayoría de ellos en la ciudad de Talca. De esta forma, Chile Vamos obtuvo tres senadores en el Maule, con Juan Antonio Coloma Correa, Rodrigo Galilea y Juan Castro, dejando a la Nueva Mayoría con Ximena Rincón y Álvaro Elizalde como senadores electos.

## Controversias

### Malversación de caudales públicos
Fue formalizado por el Ministerio Público, por delitos de malversación de caudales públicos y negociación incompatible, relacionado con la investigación del llamado caso CTS, empresa encargada del aseo y ornato de la ciudad.
Una de las nuevas aristas, es por la construcción de un galpón que una empresa de Castro hizo a la otra firma en Linares.
«Los funcionarios públicos tenemos que abstenernos de realizar cualquier tipo negociaciones privadas, de manera directa o indirecta», indicó el fiscal, Héctor de la Fuente.
Sostuvo que en este caso, «el exalcalde mantenía contacto como autoridad edilicia con una empresa denominada CTS, y sin embargo, una de sus empresas aparece negociando un contrato de construcción de un galpón, a la par que realizaba negociaciones para mejorar las vigencias y la relación contractual con esta misma empresa como autoridad; por tanto, negociaba él como autoridad y sus empresas negociaban de manera privada el otorgamiento de negocios que le redituaban dividendo económicos a ambos y eso está prohibido por ley y no importa el monto o si efectivamente generó o no enriquecimiento para uno u otro».
Por su parte el abogado querellante, Fernando Leal, explicó que al exedil en esta causa se le ha formalizado por cuatro delitos.
«Estamos hablando de la máxima autoridad de la comuna, quien está vinculado con diferentes hechos irregulares e ilícitos y eso nos parece de la mayor gravedad», sostuvo el profesional.
Luego del terremoto del 27 F, en abril de 2010, el alcalde de Talca desechó una propuesta del Colegio de Arquitectos para hacer un plan de reconstrucción participativo, que además se preocupaba por la recuperación de los barrios. A cambio, entregó la reconstrucción a una gran empresa inmobiliaria santiaguina, El Bosque S.A. de Hurtado Vicuña. En Talca, a febrero de 2011, el nivel de avance de la reconstrucción era solo 2% (considerando las obras materializadas). 
En esto, el cambio de lugar de la escuela patrimonial Las Concentradas fue uno de los casos más conflictivos, contrastando su defensa por el interés de la ciudad frente al interés de la comunidad escolar.

### Acusaciones de contratación a cercanos y uso de jeep inscrito en Congreso por su hijo
El 14 de mayo de 2023, Radio Bío-Bío develó en su sitio web un reportaje que el hijo de Castro, el tiktoker Matías Castro, conocido en dicha red social como El Castrinho, habría utilizado particularmente un Jeep modelo Grand Cherokee, el cual se encuentra inscrito desde agosto de 2018 a su nombre en la Coporación de la Cámara de Diputados, que sólo puede ser utilizado por él como por personal que forma parte de su trabajo, para la realización de contenido para redes sociales, como también en las vacaciones durante el verano 2023 en la ciudad de Pucón. Además, se le acusó de contratar a personas con las cuales mantiene vínculos familiares, a la madre de uno de sus hijos como asesora legislativa, además de su cuñado como jefe de gabinete. Castro no respondió a las acusaciones sobre el uso del Jeep de su hijo, pero si indicó que en las contrataciones mencionadas no existe un impedimento legal.

## Historial electoral

### Elecciones municipales de 2008
- Elecciones municipales de 2008, para la alcaldía de Talca[39]

| Candidato                 | Pacto                    | Partido | Votos  | %     | Resultado |
| ------------------------- | ------------------------ | ------- | ------ | ----- | --------- |
| Juan Castro Prieto        | Alianza                  | IND     | 31 718 | 40.08 | Alcalde   |
| Alexis Sepúlveda Soto     | Concertación Progresista | PRSD    | 29 929 | 37.82 |           |
| Roberto Celedón Fernández | Junto Podemos Más        | PCCh    | 15 040 | 19.01 |           |
| Ana María Brito Burgueño  | Por un Chile Limpio      | PRI     | 2442   | 3.09  |           |

### Elecciones municipales de 2012
- Elecciones municipales de 2012, para la alcaldía de Talca[40]

| Candidato                      | Pacto                          | Partido | Votos  | %     | Resultado |
| ------------------------------ | ------------------------------ | ------- | ------ | ----- | --------- |
| Juan Castro Prieto             | Coalición por el Cambio        | IND-RN  | 42 416 | 57.51 | Alcalde   |
| Alexis Sepúlveda Soto          | Por un Chile Justo             | PRSD    | 27 265 | 36.96 |           |
| Juan Carlos Marchart Reyes     | Regionalistas e Independientes | PRI     | 2171   | 2.94  |           |
| Iván Sepúlveda Sepúlveda       | Más Humanos                    | PH      | 991    | 1.34  |           |
| Lorena Soledad Tapia Contreras | El Cambio Por Ti               | PRO     | 910    | 1.23  |           |

### Elecciones parlamentarias de 2017
- Elecciones parlamentarias de 2017, a senador por la 9° Circunscripción, Región del Maule (Cauquenes, Chanco, Colbún, Constitución, Curepto, Curicó, Empedrado, Hualañé, Licantén, Linares, Longaví, Maule, Molina, Parral, Pelarco, Pelluhue, Pencahue, Rauco, Retiro, Río Claro, Romeral, Sagrada Familia, San Clemente, San Javier, San Rafael, Talca, Teno, Vichuquén, Villa Alegre, Yerbas Buenas)*[41]

| Candidato                         | Pacto                    | Partido | Votos  | %      | Resultados |
| --------------------------------- | ------------------------ | ------- | ------ | ------ | ---------- |
| Juan Antonio Coloma Correa        | Chile Vamos              | UDI     | 58 616 | 15,85% | Senador    |
| Juan Castro Prieto                | Chile Vamos              | IND-RN  | 54 480 | 14,73% | Senador    |
| Andrés Velasco Brañes             | Sumemos                  | CIU     | 38 862 | 10,50% |            |
| Ximena Rincón González            | Convergencia Democrática | PDC     | 38 750 | 10,48% | Senadora   |
| Álvaro Elizalde Soto              | La Fuerza de la Mayoría  | PS      | 30 914 | 8,36%  | Senador    |
| Andrés Zaldívar Larraín           | Convergencia Democrática | PDC     | 29 598 | 8,01%  |            |
| Rodrigo Galilea Vial              | Chile Vamos              | RN      | 28 221 | 7,63%  | Senador    |
| Alfredo Sfeir Younis              | Frente Amplio            | IND-PL  | 21 142 | 5,72%  |            |
| Jorge Tarud Daccarett             | La Fuerza de la Mayoría  | PPD     | 14 095 | 3,81%  |            |
| María Eugenia Lorenzini Lorenzini | Frente Amplio            | RD      | 4781   | 1,29%  |            |